# AceGen
AceGen je paket v Mathematici za avtomatsko izpeljavo formul v numeričnih izračunih. Paket rešuje problem rasti kompleksnosti izrazov s kombinacijo simbolnih in algebrskih zmožnosti programa Mathematica, avtomatske generacije izvorne kode in simultane optimizacije izrazov. Paket omogoča generacijo kode v različnih programskih jezikih (C, Fortran, Mathematica, Matlab) in za različna numerična okolja (FEAP, ABAQUS, AceFEM). Avtor paketa je Jože Korelc.